# جون ثورنتون (مؤرخ)
جون ثورنتون (بالإنجليزية: John Thornton)‏ هو مؤرخ أمريكي، ولد في 3 مايو 1949.